# Гогитидзе, Бакур
Бакур Гогитидзе (груз. ბაკურ გოგიტიძე, род. 9 октября 1973) — грузинский борец греко-римского стиля, призёр чемпионатов мира.

## Биография
Родился в 1973 году в Тбилиси. В 1993 году выиграл первенство мира среди юниоров.
В 1994 году стал серебряным призёром чемпионата мира. В 1996 году принял участие в Олимпийских играх в Атланте, но стал там лишь 14-м.